# Litwa na Letnich Igrzyskach Paraolimpijskich 1996
Litwa na Letnich Igrzyskach Paraolimpijskich 1996 w Atlancie reprezentowało 8 zawodników, 5 mężczyzn i 3 kobiety. Reprezentacja Litwy zdobyła 11 medali, 3 złote, 2 srebrne i 6 brązowych. Zajęli 34 miejsce w klasyfikacji medalowej.

## Zdobyte medale

### Złoty

#### Kobiety
- Aldona Grigaliūnienė - lekkoatletyka, skok w dal - F34-37
- Malda Baumgartė - lekkoatletyka, rzut dyskiem - F41
- Malda Baumgartė - lekkoatletyka, pchnięcie kulą - F41

### Srebrny

#### Mężczyźni
- Kęstutis Bartkėnas - lekkoatletyka, 5000 m -T11
- Vytautas Girnius - lekkoatletyka, rzut oszczepem - F10

### Brązowy

#### Mężczyźni
- Saulius Leonavičius - lekkoatletyka, 1500 m - T11
- Kęstutis Bartkėnas - lekkoatletyka, 10000 m - T11
- Rolandas Urbonas - lekkoatletyka, pchnięcie kulą - F12
- Jonas Stoskus - judo, 78 kg

#### Kobiety
- Sigita Markevičienė - lekkoatletyka, 800 m - T10-11
- Sigita Markevičienė - lekkoatletyka, 1500 m - T10-11